# Harpster (Ohio)
Harpster es una villa ubicada en el condado de Wyandot en el estado estadounidense de Ohio. En el Censo de 2010 tenía una población de 204 habitantes y una densidad poblacional de 39,96 personas por km².

## Geografía
Harpster se encuentra ubicada en las coordenadas 40°44′18″N 83°15′1″O / 40.73833, -83.25028. Según la Oficina del Censo de los Estados Unidos, Harpster tiene una superficie total de 5.1 km², de la cual 5.1 km² corresponden a tierra firme y (0%) 0 km² es agua.

## Demografía
Según el censo de 2010, había 204 personas residiendo en Harpster. La densidad de población era de 39,96 hab./km². De los 204 habitantes, Harpster estaba compuesto por el 97.55% blancos, el 0.98% eran afroamericanos, el 0% eran amerindios, el 0% eran asiáticos, el 0% eran isleños del Pacífico, el 0.49% eran de otras razas y el 0.98% pertenecían a dos o más razas. Del total de la población el 0.49% eran hispanos o latinos de cualquier raza.